# Czełoica
Czełoica także Dobra Woda (maced. Челоица, Добра Вода) – pasmo górskie na Półwyspie Bałkańskim, w środkowej części Macedonii Północnej. Jego długość wynosi 25 km. Od wschodu i południa ogranicza je rzeka Treska za którą znajdują się pasma Jakupica i Buszewa Płanina, a od zachodu rzeki Wardar i Zajaska, za którymi znajduje się m.in. pasmo Bistra. Na północy łączy się z pasmem Suwa Gora. 
Pasmo dzieli się na dwie części: północną z najwyższym szczytem Dobra Woda (2062 m) i południową o nazwie Pesjak m.in. ze szczytami Kuła (1917 m) i Konjarnik (1874 m). Najbardziej na północ wysuniętym szczytem jest Dupen Kamen (1857 m).
Dolną część pasma porastają lasy bukowe i dębowe. Głównym miastem w pobliżu pasma jest Srbinowo.

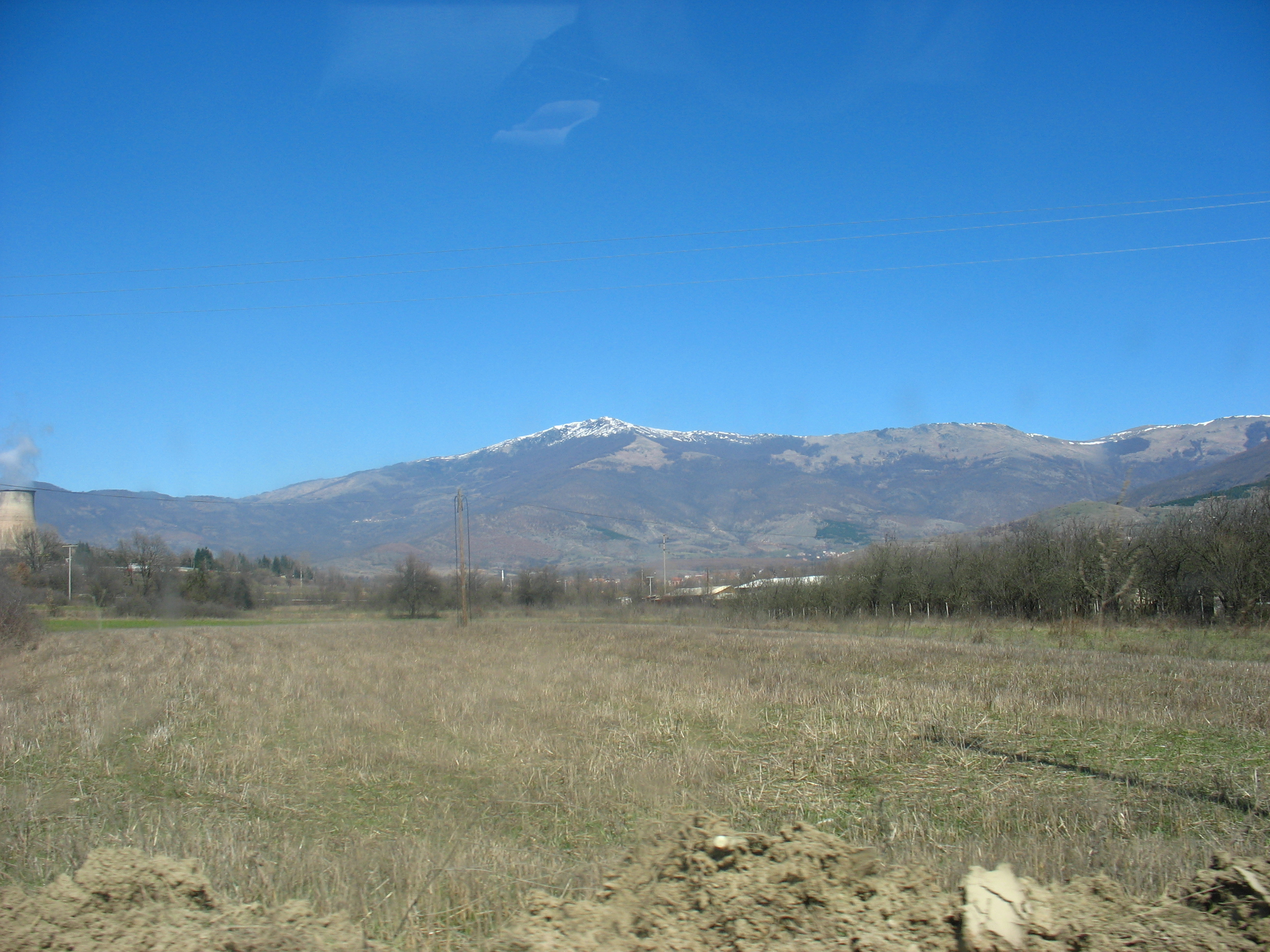
Szczyt Dobra Woda